# Кононов, Иван Анатольевич
Ива́н Анато́льевич Ко́нонов (25 декабря 1885, Кронштадт, Санкт-Петербургская губерния — 23 января 1959, Париж) — русский морской офицер, участник Первой мировой войны.  Участник Белого движения на юге России, командовал речными флотилиями в составе ВСЮР, вице-адмирал (1919). В ходе Крымской эвакуации эмигрировал, проживал во Франции.

## Биография
Старший сын контр-адмирала Кононова Анатолия Алексеевича. Окончил реальное училище в Кронштадте, в 1905 году закончил Морской кадетский корпус, произведён в мичманы (21.02.1905). Зачислен в 12-й Её Величества королевы Эллинов экипаж. В 1905—1907 годах проходит службу на крейсере Герцог Эдинбургский, в 1907—1909 годах на броненосце Цесаревич. В декабре 1908 года участвовал в оказании помощи жителям Мессины, в том же году произведён в лейтенанты. В 1911 году окончил Николаевскую морскую академию.
Участник Первой мировой войны. В начале её — в штабе Черноморского флота. С 1915 года — старший лейтенант и начальник Военно-морского управления Юго-Западного фронта. Капитан 2-го ранга (26 декабря 1916) за участие в операциях в устье Дуная на Румынском фронте.
В конце 1917 года пробирается на Дон и принимает участие в его освобождении от красных весной 1918 года. Создает и вооружает Донскую и Азовскую флотилии. В 1918 года произведён в контр-адмиралы атаманом Войска Донского генералом П. Н. Красновым. Командовал речными флотилиями в составе ВСЮР до начала 1920 г. В ноябре 1920 года из Севастополя эвакуируется в Салоники. В эмиграции первоначально в Белграде, позднее обосновался в Париже, где работал инженером-специалистом по подъему затонувших кораблей. 
"Еще в начале 1941 года немцы решили перенести базы своих подлодок во французские порта. Но они были забиты утопленными судами во время бомбардировок. Поэтому немцам было необходимо срочно очистить фарватеры и гавани от затопленных кораблей. Но у них не было своих средств, и они были в затруднительном положении, как наладить работу по подъему кораблей. Это стало известно в русских морских кругах. Тогда очень предприимчивый бывший русский морской офицер Кононов решил сорганизовать свою партию по подъему кораблей. Он собрал небольшую группу бывших морских офицеров и морских инженеров, разыскал русских и французских водолазов и пошел к немцам. ...Немцы пошли на это предложение ... Он пригласил меня на службу в свою фирму, и я начал у него работать так с марта 1943 года." 
После освобождения Парижа: "Был арестован и Кононов, хотя его фирма существовала вполне легально, и он платил налоги. Его продержали в тюрьме около двух лет, мучили допросами, производили расследования и, наконец, осудили. Он был присужден за «коллаборацию» с немцами, но ему были зачтены месяцы предварительного заключения, и его выпустили. Его имущество не было конфисковано."
Из неопубликованных воспоминаний Г.К.Графа 
Состоял в РОВСе, в эмигрантском Морском собрании. Скончался во Франции. Похоронен на кладбище Сент-Женевьев-де-Буа.
В периодической печати («Морской сборник», «Русская мысль» и др.) выступал со статьями об участии флота в Первой мировой и Гражданской войнах. Автор книги «Путь к Голгофе русского флота и морские рассказы» (Нью-Йорк, 1961).

## Семья
Из семьи казаков Войска Донского. 
- Отец Анатолий Алексеевич — офицер флота, контр-адмирал. Мать Вера Ивановна, урождённая Чекмарёва (ум. 20.07.1941, Белград).
- Первая жена Наталья Фёдоровна (на декабрь 1921);
- Вторая Вера Васильевна, (Флуг; р. 1900);
- сын;
- дочь Варвара (р.1911).

## Награды
- Орден Святого Станислава 3-й степени (06.05.1909);
- Орден Святой Анны 3-й степени (06.12.1913);
- Орден Святого Станислава 2-й степени (18.04.1915);
- Орден Святой Анны 2-й степени (11.10.1916);
- Медаль «В память 300-летия царствования дома Романовых» (1913);
- Медаль «В память 100-летия Отечественной войны 1812» (1913);
- Медаль «В память 200-летия морского сражения при Гангуте» (1915);
- Серебряная медаль «За спасение жителей Мессины 28 декабря 1908 года» (1911) (Италия).